# William Caxton
William Caxton (né vers 1422 dans le comté de Kent, mort vers mars 1492), est un négociant, diplomate, traducteur et imprimeur anglais. Il est connu pour avoir été le premier à introduire une presse typographique dans son pays.

## Biographie
Les origines de William Caxton demeurent incertaines : il indique lui-même le comté de Kent comme étant son lieu de naissance. En 1438, âgé probablement de 16 ans environ, il entre en apprentissage à Londres chez un riche négociant-drapier, Robert Large, et membre de la ligue commerçante The Worshipful Company of Mercers. Caxton demeure au service de Large jusqu'à la mort de celui-ci en 1441, puis parvient à s'émanciper en dépit d'un faible pécule.
Jusqu'en 1453, il effectue de nombreux séjours à Bruges, alors l'un des centres d'échanges commerciaux les plus actifs du nord de l'Europe. Il réussit fort bien, au point d'être nommé en 1462 gouverneur de la Company of Merchant Adventurers of London, représentant la nation anglaise dans les Flandres. Proche intermédiaire de la cour de Bourgogne et chargé de mission par Édouard IV, il effectue les années suivantes de nombreux voyages, visitant Cologne où l'imprimerie vient d'éclore. Caxton semble avoir très tôt porté un intérêt sur le commerce des manuscrits. Il revient à Bruges vers 1471-1472 avec une presse et s'associe entre autres à Johann Veldener et Colard Mansion dans le but d'imprimer des ouvrages en langue anglaise. Vers 1473, sort de ses presses le Recuyell of the Historyes of Troye de Raoul Lefèvre, traduit en anglais par Caxton lui-même : il s'agit du premier ouvrage imprimé dans cette langue. Caxton publiera cinq autres livres à Bruges dont une version anglaise du De ludo scaccorum de Jacques de Cessoles adaptée du manuscrit français de Jean de Vignay qui avait été publiée sous le titre Le Jeu des échecs moralisé.
Rentré à Londres en 1476, il installe une presse typographique à caractères mobiles, la première en Angleterre, dans les locaux de l’aumônerie de l'abbaye de Westminster. L'aristocratie encourage son travail en se portant acquéreur de ses ouvrages, qui comprennent de nombreux titres relevant du domaine profane : Les Contes de Canterbury (1477 ?), Dictes or Sayengis of the Philosophres (novembre 1477, d'après un manuscrit français intitulé Les Ditz moraulx des Philosophes de Thionville), The Golden Legende (1483), The Book of the Knight of the Tower de Geoffroi de La Tour Landry (juin 1483), les Métamorphoses d'Ovide (première traduction anglaise), et quelques romans de chevalerie comme Le Morte d'Arthur, d'après le manuscrit de Thomas Malory, et publié en 1485. Il donne également en 1477 une version en anglais des Quattres choses derrenieres de Jean Miélot, et en 1481 le Miroir du Monde (traduction du Speculum maius de Vincent de Beauvais), avec gravures.
Aucun livre ne portant plus sa marque après l'année 1491, la date de sa mort semble être 1492. Son assistant, Wynkyn de Worde (Jan van Wynkyn dit, mort en 1534), reprit sa succession.
Sur 108 ouvrages répertoriés publiés par Caxton, 80 % le sont en anglais. Il aurait traduit 26 ouvrages lui-même, sans compter ses travaux de révision, ses préfaces et postfaces.
Ses éditions, des incunables bien entendu d'une très grande valeur, appartiennent pour la plupart à des bibliothèques publiques et sont accessibles aux chercheurs grâce aux procédés de numérisation.
En 2002, la chaîne BBC le consacre comme l'un des 100 Britanniques les plus importants. La célèbre salle de réunions de Caxton Hall à Londres est nommée en son honneur.

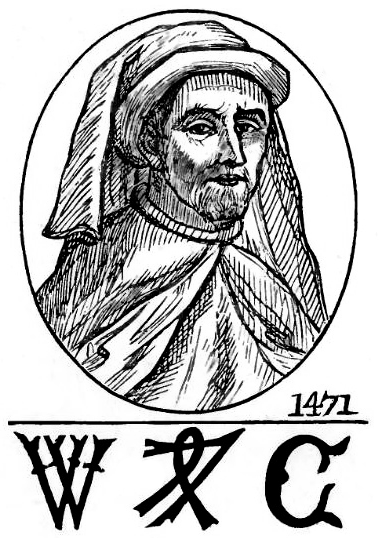
Portrait gravé représentant Caxton et publié en 1873 par Henry Curwen.
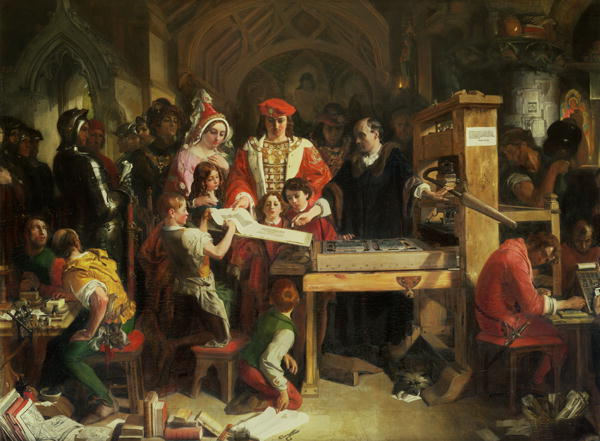
Caxton montrant un premier tirage de son imprimerie au roi Édouard IV et sa famille, à l'Aumônerie de Westminster (tableau de Daniel Maclise, 1851).

## Quelques éditions célèbres
- 1481 : De senectute, De amicitia de Cicéron, tr. de John Tiptoft.
- 1482 : Polycronicon de Ranulph Higden, tr. de John Trevisa.
- 1483 : Confessio amantis de John Gower.
- 1484 : Booke of the subtle storyes and fables of Aesop, tr. de Caxton d'après le texte français de Julien Macho.
- 1484 : The booke of the order of chivalry[9] de Raymond Lulle, tr. de Caxton d'après une version française.
- 1489 : Faytes of arms and chivalry[10] de Christine de Pisan.
- 1490 : The booke of Eneydos d'après Virgile.